# Microrregión de Campo Grande
La microrregión de Campo Grande es una de las microrregiones del estado brasileño de Mato Grosso del Sur perteneciente a la mesorregión del Centro-Norte de Mato Grosso del Sur. Es la más populosa microrregión del Estado, con una población, según el Censo IBGE en 2012 de 896.489 habitantes. Está dividida en 8 municipios. Posee un área total de 28.261,421 km².

## Municipios
- Exploradores;
- Campo Grande;
- Corguinho;
- Jaraguari;
- Río Negro;
- Rochedo;
- Sidrolândia;
- Terrenos.

- Datos: Q2399445